# Clásica de San Sebastián 2016
Clásica de San Sebastián 2016 var den 36. udgave af endagsløbet Clásica de San Sebastián. Løbet gik over 220,2 km den 30. juli 2016. Hollandske Bauke Mollema fra Trek-Segafredo vandt.

## Hold og ryttere
Udover de 18 World Tour-hold, fik 2 professionelle kontinentalhold deltagelse:
| | 18 UCI World Tour-hold                                                                       |                                                                                           | 2 Wildcard                         |
| --- | -------------------------------------------------------------------------------------------- | ----------------------------------------------------------------------------------------- | ---------------------------------- |
| - Ag2r-La Mondiale - Astana Pro Team - BMC Racing Team - Cannondale-Drapac - Dimension Data - Etixx-Quick Step | - FDJ - Team Giant-Alpecin - IAM Cycling - Team Katusha - Lampre-Merida - Team LottoNL-Jumbo | - Lotto-Soudal - Movistar Team - Orica-BikeExchange - Team Sky - Tinkoff - Trek-Segafredo | - Caja Rural-Seguros RGA - Cofidis |

### Danske ryttere
- Christopher Juul-Jensen kørte for Orica-BikeExchange

## Resultater
| \| Samlede stilling \| Samlede stilling \| Samlede stilling \| Samlede stilling \| Samlede stilling \| \| Rytter \| Rytter \| Hold \| Tid \| \| \| ---------------- \| ------------------ \| ------------------ \| ---------------- \| ---------------- \| \| 1. \| Bauke Mollema \| Trek-Segafredo \| 5t 31' 00" \| \| \| 2. \| Tony Gallopin \| Lotto-Soudal \| + 17" \| \| \| 3. \| Alejandro Valverde \| Movistar Team \| + 17" \| \| \| 4. \| Joaquim Rodríguez \| Katusha \| + 22" \| \| \| 5. \| Greg Van Avermaet \| BMC Racing Team \| + 34" \| \| \| 6. \| Gianluca Brambilla \| Etixx-Quick Step \| + 34" \| \| \| 7. \| Simon Yates \| Orica-BikeExchange \| + 34" \| \| \| 8. \| Tom-Jelte Slagter \| Cannondale-Drapac \| + 34" \| \| \| 9. \| Nicolas Roche \| Team Sky \| + 34" \| \| \| 10. \| Dries Devenyns \| IAM Cycling \| + 37" \| \| |                    |                    |            |
| |                    |                    |            |
| Kilde: ProCyclingStats |                    |                    |            |
| Samlede stilling |                    |                    |            |
| Rytter | Rytter             | Hold               | Tid        |
| 1. | Bauke Mollema      | Trek-Segafredo     | 5t 31' 00" |
| 2. | Tony Gallopin      | Lotto-Soudal       | + 17"      |
| 3. | Alejandro Valverde | Movistar Team      | + 17"      |
| 4. | Joaquim Rodríguez  | Katusha            | + 22"      |
| 5. | Greg Van Avermaet  | BMC Racing Team    | + 34"      |
| 6. | Gianluca Brambilla | Etixx-Quick Step   | + 34"      |
| 7. | Simon Yates        | Orica-BikeExchange | + 34"      |
| 8. | Tom-Jelte Slagter  | Cannondale-Drapac  | + 34"      |
| 9. | Nicolas Roche      | Team Sky           | + 34"      |
| 10. | Dries Devenyns     | IAM Cycling        | + 37"      |